# Vena cardíaca magna
La vena cardíaca magna es una vena que recoge la sangre de la superficie anterior de los ventrículos, sigue el surco longitudinal anterior y desemboca en el seno coronario.

## Trayecto
Comienza en el ápex cardíaco y asciende a lo largo del surco longitudinal anterior hacia la base de los ventrículos. Entonces se curva hacia la izquierda en el surco coronario y, alcanzando la parte posterior del corazón, desemboca hacia el extremo izquierdo del seno coronario.
Recibe venas tributarias de la aurícula izquierda y de ambos ventrículos. Una de ellas, la vena marginal izquierda, es de tamaño considerable, y asciende a lo largo del margen izquierdo del corazón.

## Referencias

Vasos sanguíneos propios del corazón sobre las superficies esternocostal y diaframática:
Arterias: ACD/AMD: arteria coronaria derecha (rama marginal derecha); RRAA-ACD: ramas atriales de la arteria coronaria derecha; RNSA-ACD: rama del nodo sino-atrial de la arteria coronaria derecha; RMD-ACD: rama marginal derecha de la arteria coronaria derecha; ACI: arteria coronaria izquierda; RC-ACI: rama circunfleja de la arteria coronaria izquierda; RIA-ACI/ADAI: rama interventricular anterior de la arteria coronaria izquierda (arteria descendente anterior izquierda); RLIA-ACI/DIAG: rama lateral interventricular anterior de la arteria coronaria izquierda (rama diagonal de la arteria interventricular anterior); RMI-RC-ACI: rama marginal izquierda de la rama circunfleja de la arteria coronaria izquierda; RIP-ACD/ADP: rama interventricular posterior de la arteria coronaria derecha (arteria descendente posterior); RNAV-ACD: rama del nodo atrioventricular de la arteria coronaria derecha. Venas: VCm: vena cardíaca menor; VVAA-VD: venas anteriores del ventrículo derecho; VCM/VIA: vena cardíaca magna (vena interventricular anterior); VCMe: vena cardíaca media; SC: seno coronario; VCI: vena cava inferior.